# Binjai (Kikim Timur)
Binjai is een bestuurslaag in het regentschap Lahat van de provincie Zuid-Sumatra, Indonesië. Binjai telt 364 inwoners (volkstelling 2010).